# Attaque du 4 octobre 2020 à Dresde
 (novembre 2024).
La mise en forme du texte ne suit pas les recommandations de Wikipédia : il faut le « wikifier ».
Les points d'amélioration suivants sont les cas les plus fréquents :
- Les titres sont pré-formatés par le logiciel. Ils ne sont ni en capitales, ni en gras.
- Le texte ne doit pas être écrit en capitales (les noms de famille non plus), ni en gras, ni en italique, ni en « petit »…
- Le gras n'est utilisé que pour surligner le titre de l'article dans l'introduction, une seule fois.
- L'italique est rarement utilisé : mots en langue étrangère, titres d'œuvres, noms de bateaux, etc.
- Les citations ne sont pas en italique mais en corps de texte normal. Elles sont entourées par des guillemets français : « et ».
- Les listes à puces sont à éviter, des paragraphes rédigés étant largement préférés. Les tableaux sont à réserver à la présentation de données structurées (résultats, etc.).
- Les appels de note de bas de page (petits chiffres en exposant, introduits par l'outil «  Source ») sont à placer entre la fin de phrase et le point final[comme ça].
- Les liens internes (vers d'autres articles de Wikipédia) sont à choisir avec parcimonie. Créez des liens vers des articles approfondissant le sujet. Les termes génériques sans rapport avec le sujet sont à éviter, ainsi que les répétitions de liens vers un même terme.
- Les liens externes sont à placer uniquement dans une section « Liens externes », à la fin de l'article. Ces liens sont à choisir avec parcimonie suivant les règles définies. Si un lien sert de source à l'article, son insertion dans le texte est à faire par les notes de bas de page.
- La présentation des références doit suivre les conventions bibliographiques. Il est recommandé d'utiliser les modèles {{Ouvrage}}, {{Chapitre}}, {{Article}}, {{Lien web}} et/ou {{Bibliographie}}. Le mode d'édition visuel peut mettre en forme automatiquement les références.
- Insérer une infobox (cadre d'informations à droite) n'est pas obligatoire pour parachever la mise en page.

Pour une aide détaillée, merci de consulter Aide:Wikification.
Si vous pensez que ces points ont été résolus, vous pouvez retirer ce bandeau et améliorer la mise en forme d'un autre article.
 (novembre 2024).
Si vous disposez d'ouvrages ou d'articles de référence ou si vous connaissez des sites web de qualité traitant du thème abordé ici, merci de compléter l'article en donnant les références utiles à sa vérifiabilité et en les liant à la section « Notes et références ».
Le 4 octobre 2020, un homme a été tué et un autre blessé lors d'une attaque au couteau à Dresde, en Allemagne. Deux semaines plus tard, l'assaillant, un Syrien de 20 ans nommé Abdullah al-H. H., a été arrêté. Arrivé en Allemagne en 2015 pour demander l'asile, il avait été condamné en novembre 2018 à deux ans et neuf mois de prison pour soutien à une organisation terroriste et préparation d'une attaque en lien avec un militant au Yémen, tout en travaillant sur la fabrication de ceintures explosives. Il avait été libéré de prison en septembre 2020.

## Attaque
Deux hommes allemands, un couple homosexuel, en visite à Dresde, ont été poignardés par le suspect. L'une des victimes, âgée de 55 ans, est décédée des suites de ses blessures, tandis que l'autre, âgée de 53 ans, a été grièvement blessée mais s'est rétablie par la suite. L'assaillant a pris la fuite, mais a été arrêté deux semaines plus tard après que des traces d'ADN ont été retrouvées sur le couteau, récupéré près du lieu de l'attaque. Un lien avec l'islamisme a été confirmé, la ministre de la Justice, Christine Lambrecht, a déclaré que "le terrorisme islamiste est une menace majeure et durable pour notre société, que nous devons combattre avec détermination".

## Auteur
Le suspect, Abdullah al-H. H., un Syrien de 20 ans, était arrivé en Allemagne en 2015 pour demander l'asile. Il avait déjà fait l'objet d'une enquête pour préparation d'une attaque terroriste et avait été signalé aux autorités allemandes par un service de renseignement étranger. Il avait des contacts avec une femme membre de l'État islamique, et ensemble, ils planifiaient une attaque en Allemagne avec l'aide d'autres militants. En 2017, après avoir publié des symboles et un drapeau liés à l'État islamique sur son profil Facebook, Abdullah al-H. H. avait été identifié comme un islamiste radicalisé et dangereux, capable de commettre une attaque à tout moment.
Lors d'une perquisition, la police avait saisi son téléphone et découvert qu'il prévoyait de rejoindre l'État islamique, avait des contacts avec un militant au Yémen et travaillait sur la fabrication de ceintures explosives. Abdullah al-H. H. et ses complices, y compris la femme identifiée comme la chef de cellule, avaient été arrêtés. Tous avaient été condamnés en novembre 2018 à deux ans et neuf mois de prison pour soutien à une organisation terroriste et préparation d'une attaque. Pendant son incarcération, Abdullah avait attaqué des gardiens de prison.
Le suspect a déjà fait l'objet de plusieurs condamnations pour actes de violence et propagé des appels au djihad via les réseaux sociaux. Il a passé deux ans en prison durant lesquelles il s'est continuellement radicalisé, avant d'être libéré le 29 septembre, quatre jours avant le meurtre. Surveillé depuis sa sortie, fiché comme individu « dangereux », il a néanmoins réussi à acheter deux gros couteaux de boucher.
Le 21 mai 2021, le suspect est condamné à la prison à vie pour l’attentat de Dresde. Il considérait les homosexuels comme des «ennemis de Dieu» qui méritent la mort, selon un expert cité à la barre. L’accusé a quant à lui gardé le silence. Il ne pourra pas bénéficier d’une libération conditionnelle avant quinze ans.

## Conséquences
Après l'attaque, des débats ont eu lieu au Bundestag (parlement fédéral allemand) pour comprendre pourquoi Abdullah, dont la demande d'asile avait été rejetée, n'avait pas été expulsé d'Allemagne. Des questions ont également été soulevées sur la raison pour laquelle les agences de sécurité de Saxe n'avaient pas suffisamment surveillé le suspect.